# 埃克底修斯·阿维图斯
埃克底修斯·阿维图斯（Ecdicius Avitus，约420年—？），罗马将领、勋贵头衔持有者。

## 生平
埃克底修斯是455年—456年在位的罗马帝国西部皇帝阿维图斯的儿子，高卢诗人和主教希多尼乌斯·阿波利纳里斯的姐夫。因组织私军，多次成功抵抗西哥特人对高卢的进攻而闻名。
474年，尤利乌斯·尼波斯成为西部皇帝后，授予他勋贵头衔和御前军统帅职务，派他攻伐西哥特王国。然而很快尼波斯就取消了这一行动，并罢免了他的职务，欧瑞斯特接替他成为了罗马军队的统帅。尼波斯还向西哥特割让奥弗涅以求和。
475年，欧瑞斯特发起叛乱并攻入西部首都拉文纳，尼波斯逃往达尔马提亚。此后埃克底修斯就在史料中消失了。